# Cecina de León

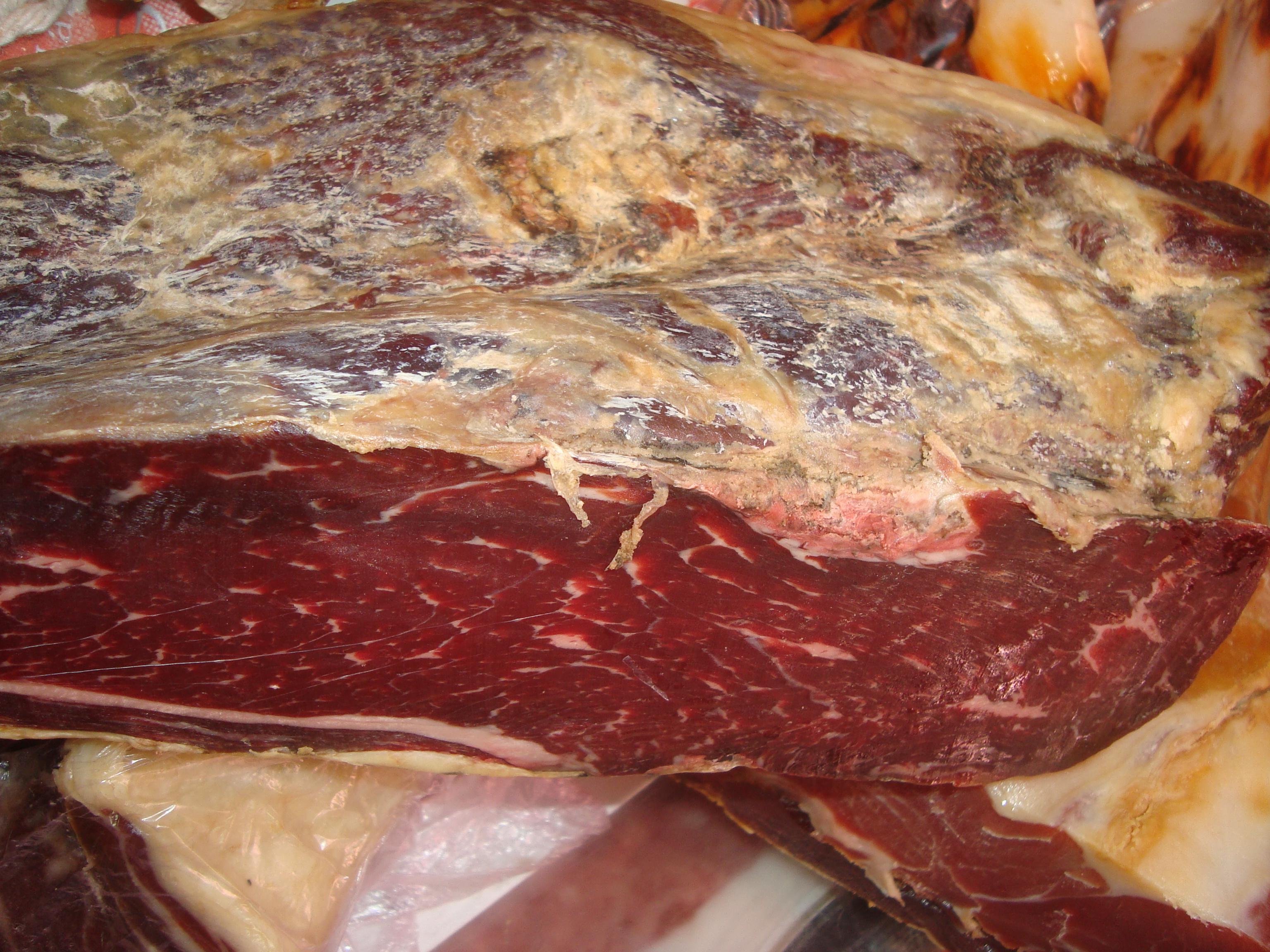
Cecina di León.

La cecina di León (pronunciato sesìna) è una varietà di conserva animale che si elabora nella provincia di León con carne bovina. È catalogata dal 1994 come Indicazione Geografica Protetta. 
Questo alimento si conosce da vari secoli, da quando Columella nel suo Res Rustica, nel I secolo a.C., descrisse il processo di elaborazione di questo insaccato, anche se il suo consumo su larga scala non ebbe inizio se non nel XVI secolo quando il suo consumo iniziò a essere popolare in León grazie ai contadini che popolavano queste terre.
Si stima che attualmente il 95% della cecina che si consuma in Spagna e si esporta a differenti paesi europei sia prodotta e elaborata nella provincia di León.

## Caratteristiche
Le sue caratteristiche identificative sono:
- Aspetto esteriore tipico: la cecina avrà un colore tostato, marrone, leggermente scuro, proprio del processo di elaborazione.
- Colorazione e aspetto del taglio: al taglio, la cecina avrà tonalità di colore, da ciliegia a granata, che si accentua verso i bordi, con l'avanzare del processo di maturazione e presenterà una leggera venatura di grasso, che gli dona una sugosità caratteristica.
- Peso: il peso minimo di ognuno dei differenti tipi di pezzi sarà il seguente:

1. Tapa: 4 kg
2. Contro: 5 kg
3. Babilla: 3,5 kg
4. Anca: 3 kg

- Sapore e aroma: carne dal sapore caratteristico, poco salata, di consistenza poco fibrosa. L'effetto che risulta dell'affumicatura, nel corso del processo di maturazione, aggiunge un aroma caratteristico, rafforzando l'insieme dei sapori.
- Forma di presentazione dei pezzi: i pezzi si presenteranno interi, avvolti o imbustati, o presentati in porzioni o fette confezionate sotto vuoto, o anche in altre forme, secondo quello che sarà approvato dal Consejo Regulador.

## Informazione nutrizionale
Composizione per ogni 100 g
Energia    216 - 237 kcal
Proteine    33 - 39 g
Carboidrati 0 g
Grasso totale    9 g
Colesterolo    90 mg
Sodio    1800 mg
Calcio    48 mg
Ferro    9 mg
Zinco    33 mg
Fosforo    321 mg
Potassio    621 mg
Magnesio    39 mg
Iodio 4,9 µg
Vitamina B1    0,16 mg
Vitamina B2    0,82 mg
Vitamina B3    9,5 mg
Vitamina B5    0,7 mg
Vitamina B6    0,36 mg
Vitamina B9    60 µg
Vitamina B12   8,9 mg
Vitamina A: Eq. Retinol 21 µg

## Zona geografica
La cecina si elabora e produce tipicamente nelle province di León (95% della produzione totale) e Zamora, e limitrofe, dal momento che il consumo e la produzione non sono chiaramente limitati da barriere geografiche. La zona geografica di elaborazione della "Cecina di León" comprende unica e esclusivamente la provincia di León. La sua altitudine intermedia offre un clima asciutto e sano, eccezionale per l'elaborazione artigianale di questo delicatezza.

## Tecnologia di produzione
Una volta selezionati i pezzi, che potranno provenire esclusivamente da impianti di trasformazione autorizzati (mattatoi e taglio), si procede alla preparazione, che è costituita da sei operazioni: rifilatura, salagione, lavaggio, riposo, affumicatura e asciugatura.
- La rifilatura permette di perfezionare la forma dei pezzi.
- La salagione ha per finalità l'incorporazione del sale comune alla massa muscolare, favorendo la disidratazione dei pezzi e la sua perfetta conservazione, oltre a contribuire allo sviluppo del colore e degli aromi tipici dei prodotti stagionati. Il tempo di salagione avrà una durata minima di 0,3 giorni e massimo di 0,6 giorni per kg di peso.
- Lavaggio: la sua finalità è eliminare il sale che rimane appiccicato all'esterno. Si realizza con acqua tiepida.
- Riposo: questa fase ha per finalità l'eliminazione dell'acqua di costituzione, La penetrazione omogenea del sale, produrre la microflora caratteristica e orientare i processi biochimici di idrolisi enzimatica che produrranno l'aroma e il sapore caratteristici. Questa fase ha una durata compresa tra i 30 e 45 giorni.
- Affumicatura: subito a seguire, si potranno affumicare i pezzi prescelti, utilizzando legna di quercia o di leccio.  La durata di questa fase sarà compresa tra 12 e 16 giorni.
- Asciugatura: si procede quindi alla classificazione dei pezzi secondo peso e conformazione. Questa fase si realizza in asciugatoi naturali provvisti di finestre con apertura regolabile che permetta di controllare tanto la temperatura come l'umidità mediante il sistema tradizionale di "aprire e chiudere finestre". In questi locali permarranno fino a completare la loro maturazione.

Tutto questo processo avrà una durata minima di sette mesi, contati a partire dalla data di salagione.

## Rapporti con il territorio

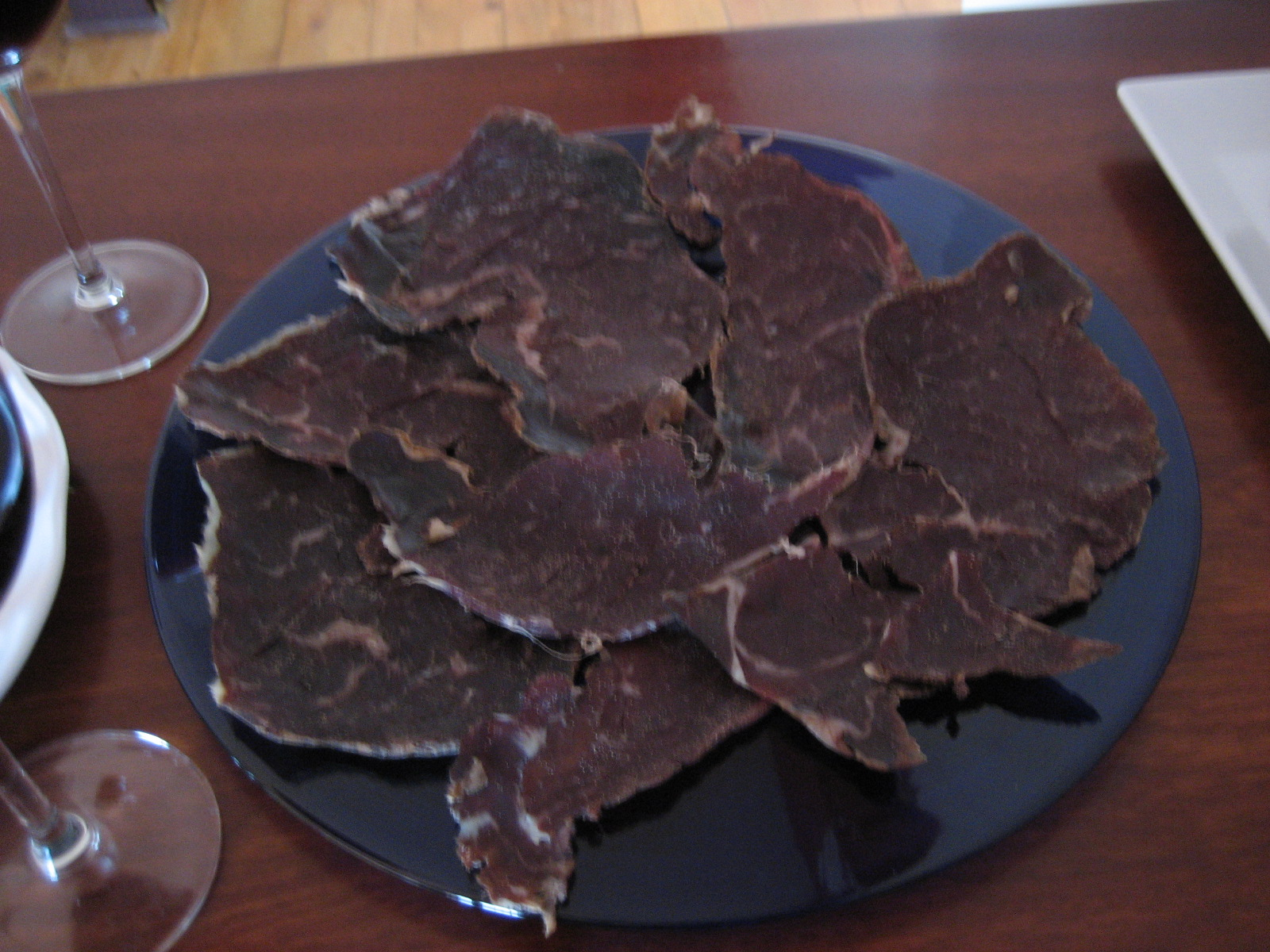
Cecina di León.

La zona di elaborazione della Denominazione Specifica "Cecina de León" comprende la totalità di municipii appartenenti alla provincia di Leone, che per i suoi fattori orográficos, climatici e umani permettono l'ottenimento del prodotto con cualidades proprie. La cecina di vacuno di Leone suppone un messaggio alimentario di grande transcendencia, per la sua importanza autóctona dentro la provincia di Leone. Columela (IV d. C.) già Raccoglie la cecina in le sue pagine del Trattato di agricoltura.  Nel Trattato di agricoltura generale di Gabriel Alonso di Fabbro, la cecina e la salagione di carni occupano un luogo distaccato.
Enrique Gil e Carrasco, poeta e scrittore, riporta nei suoi numerosi reportages e articoli le abitudini della provincia di León; in uno di loro, pubblicato a Madrid nel 1843 e intitolato "Il pastore trasumante", relaziona la vita dei pastori a coloro che chiama "figli della montagna". In questo articolo narra le separazioni dei pastori dalle loro famiglie per iniziare il cammino accanto alle pecore lungo i tratturi: "Per il seguente giorno già sarà disposta la fiambrera del pastore, che consiste in una grande provvista di cecina e prosciutto... "
Nella raccolta Tierra di León, Patrocinio García Gutiérrez segnala la cecina tra gli altri prodotti che formavano parte delle diete che constano nei documenti dell'epoca. Tra il 1835 e 1839, la città di León consumava in un quinquennio 4.800 arrobas (circa 11 kg per ogni arroba) di cecina e in un anno comune 972 arrobas e, secondo la statistica fornita dal dizionario Madoz, si stimava che: "le quantità consumate per persona in un anno normale è di 0,137 arrobas".
Il Padre Isla si caratterizza per la disinvoltura nell'uso della penna liberale, satirica e ironica, e occupa un luogo distaccato nella letteratura spagnola del secolo XVIII. Visse a Valderas (León), fino alla sua entrata nella Compagnia di Gesù. Nella descrizione che fa di Antón Zotes, nell'opera Frate Gerundio di Campazas, segnala la qualità e varietà dei cibi di un così singolare personaggio: "Uomo di machorra. Cecina e pane mediato nei giorni ordinari..."

### Orografia
Dato che l'area compresa nella Denominazione Specifica è l'intera provincia di León, esiste una notevole diversità di paesaggi, passando dalla montagna alla valle e all'altopiano. Le caratteristiche della sua orografia non soltanto condizionano l'agricoltura e l'allevamento, bensì anche il mangime si limita ai condizionamenti climatici, permettendo l'elaborazione di carne asciugate e stagionate al vento, specialmente nella metà nord dove l'altitudine è superiore a 800 m.

### Clima
L'altitudine media della provincia di León, per la sua situazione geografica nell'estremo della Meseta settentrionale, con la catena montana di León e le ramificazioni della Cordillera Cantabrica, sta intorno ai 1000 m, offrendo un clima estremo di inverni molto freddi e secchi e estati calde, con un lungo periodo di gelate, atto per l'elaborazione artigianale della cecina.
Il regime pluviometrico presenta massime di precipitazioni nella stagione fredda e minime invece in occasione delle massime temperature.